# Canton de Sainte-Suzanne (La Réunion)
Pour les articles homonymes, voir Canton de Sainte-Suzanne.
Le canton de Sainte-Suzanne est un ancien canton de l'île de La Réunion, département d'outre-mer français de l'océan Indien. Il correspondait exactement à la commune de Sainte-Suzanne.

## Histoire

### Elus avant 1949
| Période | Période | Identité    | Étiquette | Qualité |
| ------- | ------- | ----------- | --------- | ------- |
| 1931    | 1937    | M. Blanchet | ?         |         |
| 1931    | 1937    | Roger Payet | ?         |         |

### Elus depuis 1949
| Période                                  | Période           | Identité                | Étiquette    | Qualité |
| ---------------------------------------- | ----------------- | ----------------------- | ------------ | --- |
| 1949                                     | 1966 (décès)      | Roger Payet (1894-1966) | DVD          | Directeur d'usine sucrière, banquier Président de la Chambre d'agriculture Conseiller municipal de Sainte-Suzanne Président du Conseil Général (1949-1966) |
| 1966                                     | 1979              | Georges Repiquet        | UDR puis RPR | Agriculteur Sénateur (1959-1983) Maire de Sainte-Suzanne (1949-1971)                                                                                       |
| 1979                                     | 1985              | Lucet Langenier         | PCR          | Maire de Sainte-Suzanne (1980-1993) Vice-président du conseil général                                                                                      |
| 1985                                     | 1987 (démission)  | Jacques de Chateauvieux | DVD          | Directeur d'un groupe sucrier |
| 1987                                     | 1993 (annulation) | Lucet Langenier         | PCR          | Maire de Sainte-Suzanne (1980-1993) |
| 1993                                     | 1998              | Maurice Gironcel        | PCR          | Ouvrier des lignes des PTT, puis de France Telecom Maire de Sainte-Suzanne                                                                                 |
| 1998                                     | 2004              | Nadia Ramassamy         | DVD          | Médecin généraliste |
| 2004                                     | 2009 (démission)  | Maurice Gironcel        | PCR          | Maire de Sainte-Suzanne (1993-2008 et depuis 2012) |
| 2009                                     | 2015              | Daniel Alamélou         | PCR          | Inspecteur d'organisme de contrôle Conseiller municipal de Sainte-Suzanne                                                                                  |
| Les données manquantes sont à compléter. |                   |                         |              | |